# Setaphis parvula
Setaphis parvula är en spindelart som först beskrevs av Lucas 1846.  Setaphis parvula ingår i släktet Setaphis och familjen plattbuksspindlar. Inga underarter finns listade i Catalogue of Life.